# Ophiomorus brevipes
Ophiomorus brevipes är en ödleart som beskrevs av  Blanford 1874. Ophiomorus brevipes ingår i släktet Ophiomorus och familjen skinkar. Inga underarter finns listade i Catalogue of Life.